# Стара Весь (Ліпський повіт)
Стара Весь (пол. Stara Wieś) — село в Польщі, у гміні Сенно Ліпського повіту Мазовецького воєводства.
Населення — 386 осіб (2011).
У 1975-1998 роках село належало до Радомського воєводства.

## Демографія
Демографічна структура станом на 31 березня 2011 року:
|          | Загалом | Допрацездатний вік | Працездатний вік | Постпрацездатний вік |
| -------- | ------- | ------------------ | ---------------- | -------------------- |
| Чоловіки | 196     | 35                 | 135              | 26                   |
| Жінки    | 190     | 37                 | 112              | 41                   |
| Разом    | 386     | 72                 | 247              | 67                   |